# 椿理沙
椿 理沙（1979年9月8日—）是日本東京都目黑區出身的女聲優。所屬事務所是Mausu Promotion。

## 演出作品

### 電視動畫
- 歡迎加入N·H·K!（女侍應）
- 我太太是高中生（女學生）
- 愛麗絲學園（學生C）
- 格鬥美神 武龍 REBIRTH（サチ）
- 奇鋼仙女樓蘭（ゲンヤ）
- 攻殼機動隊 STAND ALONE COMPLEX
- 頑皮小白貂（店員）
- 砂沙美魔法少女俱樂部（相川遊里）
- 長今之夢
- 神靈狩/GHOST HOUND（女學生）
- 星界的戰旗Ⅱ（女囚A）
- 初音島II（學生、母親、女侍應）
- 初音島II第二季（學生、女孩）
- TEO
- 長襪子皮皮
- 飛天小女警
- 星球流浪記（申吾的妹妹）
- 名偵探柯南（女孩B）
- 下課後

2006年
- 櫻蘭高校男公關部（宇佐美陽菜、州脇梓、快餐店店員 #17、紅薔薇會幹部E、初中部時代的女學生A）

### 遊戲
- 古惑狼盛會（可可）
- Full House Kiss2（姬神櫻子）

### 配音
- 星空奇遇記：星艦前傳

## 外部連結
- 事務所公開簡歷 （页面存档备份，存于）（日語）